# 宣化镇 (登封市)
宣化镇，是中华人民共和国河南省郑州市登封市下辖的一个乡镇级行政单位。

## 行政区划
宣化镇下辖以下地区：
宣化村、钟缕村、土门村、朱垌村、蔡沟村、山海村、岳窑村、老栗树村、荟翠村、申家沟村、三岔口村、佛垌村、七里庙村、寺沟村、山沟村和青石沟村。